# Zerowatt
miniatura
Zerowatt è un marchio italiano di elettrodomestici fondato nel 1923, di proprietà della Candy Hoover Group S.r.l. di Brugherio, in provincia di Monza e della Brianza, controllata dalla multinazione cinese Haier attraverso la Candy.
Dal 1941 al 2001 è stata anche un'importante azienda produttrice di elettrodomestici di Milano, che operava nello stabilimento di Alzano Lombardo, in provincia di Bergamo, ed era in particolare specializzata nella produzione di lavatrici per il mercato di fascia alta.

## Storia

### Le origini: laSocietà Anonima Zerowatt(1923-1927)
La Società Anonima Zerowatt fu costituita a Milano nel 1923 con capitale sociale di 1 milione di lire, di cui 500.000 versati, come ditta per la costruzione di apparecchi elettrotermici ed elettromedicali. La sede era fissata in via San Michele del Carso, e dopo poco tempo di attività risultava depositaria di due brevetti del 1924 (accumulatore elettrotermico in acqua calda a due diverse temperature e resistenza metallica per apparecchi elettrotermici).
La ditta, che prese parte alla Fiera di Milano del 1926, dove presentò le sue produzioni, cessò di esistere l'anno successivo, nel 1927, quando fu messa in liquidazione.

### La Zerowatt-FER (1933-1967)
Il marchio Zerowatt verso la seconda metà degli anni trenta passò sotto la proprieta dell'azienda S.A. Fabbriche Elettrotecniche Riunite (FER) di Milano, attiva dal 1923, cui presidente era l'ingegner Andrea Carlo Piva e amministratore delegato il dottor Giuseppe Latis, produttrice di apparecchi termoelettrici per la cucina e il riscaldamento (sia domestico che industriale), di apparecchi elettrodomestici, di apparecchi di illuminazione e materiale elettrico in porcellana, di metallerie varie e di porcellana per industrie, che operava in due stabilimenti a Ferrara e Seregno, dove alla vigilia della Seconda guerra mondiale lavoravano 70 persone. L'azienda, che oltre che con Zerowatt operava anche col marchio Simerac, contava sei filiali in Italia ed una all'estero (a Parigi), esportava in Francia, America Latina e Svizzera.
FER produsse con il marchio Zerowatt piccoli elettrodomestici come aspirapolvere, piastre elettriche, forni elettrici, macchine da caffè e ventilatori, e nel 1941, la sua divisione piccoli elettrodomestici fu scorporata per dar vita alla consociata S.A. Elettro-Società Costruzioni Apparecchi Elettrodomestici, con sede in via Pezzotti 2 a Milano. Le attività industriali della Elettro-SCAEM nel 1943 vennero trasferite presso un nuovo stabilimento di produzione aperto ad Alzano Lombardo, in provincia di Bergamo, frazione Nese. Zerowatt acquisì maggiore notorietà nel secondo dopoguerra: nel 1954, FER venne premiata alla Triennale di Milano con il Premio Compasso d'oro, per il ventilatore da tavolo VE 505 creato dal designer Ezio Pirali, che in quello stesso periodo era anche amministratore delegato dell'azienda. In quello stesso anno, nello stabilimento di Nese veniva avviata la produzione delle prime lavatrici a marchio Zerowatt.

### LaZerowatt S.p.A.(1968-2001)
Nella seconda metà degli anni sessanta, le famiglie Latis, Boggio Sella e Bassani, assunsero il controllo della Elettro-SCAEM, che nel 1968 si separò da FER ed assunse la ragione sociale Zerowatt S.p.A. con capitale sociale di 500 milioni di lire e sede a Milano in viale Monza 270. Presidente e azionista di riferimento dell'azienda fu Mario Latis (1916-2003). L'impianto produttivo di Nese, divenuto uno dei più moderni in Europa, negli anni settanta fu ampliato e raggiunse una superficie complessiva di 35.000 m², e comprendeva al suo interno cinque linee di montaggio che gli garantivano un livello di produttività di 150.000 pezzi l'anno. Fu aperto un secondo stabilimento a Cirié, in provincia di Torino, specializzato nella produzione di frigoriferi. Nel 1979, Zerowatt impiegava 443 dipendenti, realizzava un fatturato di 30,5 miliardi di lire ed un utile netto di 713 milioni, in aumento rispetto all'anno precedente. Il mercato di riferimento di Zerowatt era quello del segmento di fascia alta, e a livello nazionale deteneva una quota dell'8%, e l'azienda milanese esportava nei paesi MEC.
La crisi di mercato del settore degli elettrodomestici verificatasi in Europa occidentale tra la fine degli anni settanta e l'inizio degli anni ottanta, poiché in fase di saturazione, colpì le principali aziende del settore. In tale contesto la piccola Zerowatt, che registrava valori finanziari discreti ne rimase relativamente immune, e nel 1982 fece ingresso nel mercato ristretto della Borsa di Milano. Poco tempo dopo però, l'azienda accusò gravi passivi di bilancio, e perciò siglò un'alleanza con il Gruppo Candy, che nel novembre 1984 rilevò il suo 30%. Sette mesi più tardi, a maggio 1985, Zerowatt venne interamente rilevata dal Gruppo monzese. Il passaggio sotto il controllo della Candy portò benefici all'azienda milanese, che nel 1985 vedeva risanare i propri conti e tornò a registrare utili, e ciò fu dovuto alla chiusura di diverse filiali estere e alla ristrutturazione dello stabilimento di Nese. Nel 1988, Zerowatt realizzava un fatturato di 92 miliardi di lire ed un utile che superava i 3 miliardi. Nello stesso anno venne chiuso lo stabilimento piemontese di Ciriè , dove lavoravano 150 persone che producevano frigoriferi, poi ceduto nel 1989 alla Gilardini.
Zerowatt dopo l'ingresso nel Gruppo industriale della famiglia Fumagalli, oltre ad uscire dalla crisi finanziaria, vide incrementare negli anni novanta le esportazioni delle sue lavatrici prodotte a Nese, in particolare verso i paesi extraeuropei. Nel 1999, Zerowatt lanciò sul mercato un modello di lavatrice in acciaio inox, reclamizzato attraverso uno spot televisivo che ebbe come testimonial Giovanni Trapattoni, all'epoca allenatore della squadra di calcio della Fiorentina.
Nonostante la buona situazione finanziaria e commerciale dell'azienda, nel 2001 il Gruppo Candy decise di chiudere lo stabilimento di Nese con i suoi 220 dipendenti e di trasferire la produzione di lavatrici a marchio Zerowatt negli stabilimenti di Brugherio (MB) e Santa Maria Hoè (LC). La famiglia Fumagalli motivò la chiusura dello stabilimento con la riduzione dei costi per il loro Gruppo.

### Zerowatt dopo la chiusura della fabbrica di Nese (2002-presente)
Nel 2002, venne modificata la ragione sociale dell'azienda in Zerowatt Hoover S.p.A., con sede legale e amministrativa a Brugherio, la cui attività è quella della commercializzazione degli elettrodomestici prodotti dal Gruppo Candy, che comprende oltre al marchio Zerowatt anche quello Hoover. L'anno seguente, nel 2003, il dismesso stabilimento di Nese venne ceduto al Gruppo Begnini.
Nel 2020, due anni dopo l'acquisizione di Candy da parte della multinazionale cinese Haier, viene decisa la fusione per incorporazione nell'altra controllata del Gruppo brianzolo, la Candy Hoover Group S.r.l..